# 1503 у науці
У 1503 році в науці й техніці відбулися такі важливі події.

## Астрономія
- 23 липня — Плутон рухається за межами орбіти Нептуна, залишаючись там протягом 233 років.

## Відкриття
- 10 травня — Христофор Колумб вперше побачив Кайманові острови, які він назвав Лас-Тортугас на честь численних морських черепах, що там мешкають.

## Технології
- 21 квітня — битва при Черіньйолі: іспанські війська розгромили французів, що вважається першою битвою в історії, виграною за допомогою стрілецької зброї з порохом.
- Джуліано да Сангалло зводить міські стіни Ареццо в Тоскані, використовуючи нову технологію бастіонів.[1]

## Народились
- 14 грудня — Нострадамус (помер 1566), французький лікар і астролог.
- Педро де Кампанья (помер 1580), бельгійський художник, архітектор, скульптор і математик.

## Померли
- Петер Шеффер (нар. близько 1425), німецький типограф-друкар, який вдосконалив друкарський верстат.